# 5681 (année hébraïque)
5681 (hébreu : ה'תרפ"א , abbr. : תרפ"א) est une année hébraïque qui a commencé à la veille au soir du 13 septembre 1920 et s'est finie le 2 octobre 1921. Cette année a compté 385 jours. Ce fut une année embolismique dans le cycle métonique, avec deux mois de Adar - Adar I et Adar II. Ce fut la quatrième année depuis la dernière année de chemitta.

## Calendrier
Ce calendrier hébraïque de l'année 5681 donne les correspondances avec les dates du calendrier grégorien.
Le premier nombre dans chaque case correspond au jour du mois hébraïque. Les jours en couleurs sont des jours remarquables juifs .
| ◄◄ | 5681 | ►► |

## Événements
- Émeutes de 1921 en Palestine mandataire

## Naissances
- Ovadia Yosef
- Meir Amit

## Décès
- Yossef Haïm Brenner

5676 - 5677 - 5678 - 5679 - 5680 - 5681 - 5682 - 5683 - 5684 - 5685 - 5686